# Hrvatski pravaški pokret
Hrvatski pravaški pokret bila je politička stranka pravaškog svjetonazora u Republici Hrvatskoj. Sjedište joj je bilo u Ljevakovićevoj ulici u Zagrebu.
Osnovana je u Zagrebu 9. prosinca 2000., a nastala je udruživanjem Hrvatske demokratske stranke prava (HDSP) i Hrvatskoga narodnog pokreta - slobodna Hrvatska (HNP - SH). Rezultat je to suradnje između čelnika tih dviju stranaka koja je započela još u doba Jugoslavije kada je Krešimir Pavelić, predsjednik HDSP-a, bio član tajne ali minorne organizacije Hrvatski narodni pokret – slobodna Hrvatska koja je pod vodstvom Mate Ćavara osnovana 1. svibnja 1965. godine u Zagrebu, u doba Rankovićeva terora nad Hrvatima. Kasnije, devedesetih godina u Republici Hrvatskoj, ta se organizacija transformirala u političku stranku istoga naziva. Suradnja između čelnika HDSP-a i HNP - SH-a nastavila se i u Hrvatskoj nakon Jugoslavije pa su tako 1997. godine bili okupljeni u udrugu “Okupljanje za Hrvatsku” pod patronatom Ante Đapića.
Nakon ujedinjenja, za predsjednika Hrvatskog pravaškog pokreta (HPP) izabran je Krešimir Pavelić, a stranka je 2001. godine imala 1.897 članova. Stranka niže slabe rezultate, a 2005. godine se ujedinjuje s Draženom Kelemincem i njegovom strankom Hrvatski pravaši (HP). Stranka koja je nastala ujedinjenjem Keleminčevih i Pavelićevih pravaša zvala se Hrvatski pravaši – Hrvatski pravaški pokret (HP-HPP) (iako se formalno zvala "Hrvatski nacionalni blok", ali se taj naziv nije ustalio). Od 2007. godine ta stranka zove se Autohtona – Hrvatska stranka prava, a predsjednik te stranke je Dražen Keleminec, dok mu je Pavelić bio mentor i počasni predsjednik.